# Surveyor Model 2
Surveyor Model 2 – amerykański satelita technologiczny wyniesiony na orbitę w ramach programu Surveyor. Był to drugi z trzech satelitów tego typu, które znalazły się na orbicie. Celem misji było przetestowanie systemu sterowania sondy, a także ponowne uruchomienie na orbicie silnika górnego stopnia Centaur.

## Opis
Satelita składał się z modelu lądownika księżycowego Surveyor, przymocowanego do górnego stopnia rakietowego Centaur .

## Misja
Misja rozpoczęła się 8 kwietnia 1966 roku, kiedy rakieta Atlas Centaur D wyniosła z kosmodromu Cape Canaveral Air Force Station na niską orbitę okołoziemską satelitę technologicznego Surveyor Model 2. Po znalezieniu się na orbicie satelita otrzymał oznaczenie COSPAR 1966-30A. Misja zakończyła się częściowym sukcesem z powodu awarii górnego stopnia Centaur .
Satelita spłonął w górnych warstwach atmosfery 5 maja 1966 roku.